# Quy Nghĩa quân
Quy Nghĩa quân (giản thể: 归义军; phồn thể: 歸義軍; bính âm: Guīyìjūn) là một chính quyền địa phương tồn tại từ cuối thời nhà Đường, qua thời Ngũ Đại Thập Quốc đến đầu thời nhà Tống trong lịch sử Trung Quốc. Chính quyền này do nhà họ Trương cai quản cho đến đầu thế kỷ 10, nhà họ Tào tiếp nối cai quản cho đến thế kỷ 11. Quy Nghĩa Quân cai quản vùng Hà Tây, trung tâm là Đôn Hoàng, trị sở của Quy Nghĩa quân đặt tại Sa châu (沙州)- nay thuộc Đôn Hoàng.

## Bối cảnh
Hành lang Hà Tây là một bộ phận quan trọng trên Con đường tơ lụa kết nối vùng Trung Á và miền Bắc Trung Hoa. Từ sau loạn An Sử, hành lang Hà Tây dần rơi vào tay Thổ Phồn. Khoảng thập niên 770 hay 780, người Thổ Phồn chiếm được Sa châu- một thành quan trọng tại hành lang Hà Tây.

## Gia tộc Trương
Sau khoảng 60 năm nằm dưới sự cai trị của Thổ Phồn, một cư dân Sa Châu là Trương Nghĩa Triều lãnh đạo một cuộc nổi dậy và chiếm được Sa châu và Qua châu (瓜州, nay thuộc Qua Châu) vào năm 848, năm 849 chiếm được Cam châu và Túc châu, năm 850 chiếm được Y châu, năm 861 chiếm Lương châu. Theo mô tả lãnh thổ của Trương Nghĩa Triều"tây đến Y Ngô, đông tiếp Linh Vũ, đất đai hơn 4.000 lý, hộ khẩu trăm vạn nhà". Trương Nghị Triêu tiếp tục đánh đuổi quân Thổ Phồn ở các châu lân cận, và sức mạnh của Quy Nghĩa quân lên đến đỉnh cao vào năm 861, kiểm soát 11 châu.
Đường Tuyên Tông hạ chỉ thiết lập Quy Nghĩa quân và bổ nhiệm Trương Nghĩa Triều giữ chức Quy Nghĩa tiết độ sứ vào năm 851. Trương Nghĩa Triều cử nhiều đoàn đến Trường An để bày tỏ quy phục triều đình Đường. Tuy nhiên, do triều đình Đường không tin tưởng Quy Nghĩa quân, huynh của Trương Nghị Triêu là Trương Nghị Đàm (張議潭) được cử đến Trường An làm con tin. Năm 867, có lẽ là vì Trương Nghị Đàm qua đời, Trương Nghĩa Triều đích thân đến Trường An làm con tin, và cuối cùng qua đời tại đây. Trương Nghĩa Triều cho Trương Hoài Tâm (張淮深)- nhi tử của Trương Nghị Đàm, cai quản Quy Nghĩa quân.
Năm 840, Hồi Cốt diệt vong, các đoàn người lớn lưu lạc đến hành lang Hà Tây.. Ảnh hưởng của người Hồi Cốt tại hành lang Hà Tây trở nên mạnh mẽ dưới thời Trương Hoài Tâm. Năm 870, người Hồi Cốt xâm nhập, bị Trương Hoài Tâm đánh bại ở Tây Đồng Hải (nay thuộc Aksay). Năm 875, Trương Hoài Tâm tiếp tục đánh bại quân Hồi Cốt. Tuy nhiên, dưới thời Trương Hoài Tâm, sức mạnh của Quy Nghĩa quân suy yếu, lãnh thổ bị thu hẹp.
Sau khi Trương Hoài Tâm qua đời vào năm 890, Quy Nghĩa quân rơi vào một thời kỳ hỗn loạn. Trong giai đoạn 890-894, con rể của Trương Nghị Đàm là Sách Huân (索勳) tự xưng là tiết độ sứ. Người con gái thứ 14 của Trương Nghị Triêu cùng với gia tộc Lý bên chồng, giết chết Sách Huân. Trương nữ lập cháu trai của bà là Trương Thừa Phụng (張承奉)- cũng là cháu nội của Trương Nghị Triêu, làm tiết độ sứ vào năm 894. Theo như một số học giả, có lẽ từng xảy ra một cuộc tranh giành quyền lực giữ Trương Thừa Phụng và gia tộc Lý, song không rõ về các diễn biến chi tiết do thiếu ghi chép lịch sử rõ ràng, song Trương Thừa Phụng cuối cùng có được thực quyền.

## Kim Sơn Quốc
Cam Châu Hồi Cốt trở nên hùng mạnh hơn trong thời gian Trương Thừa Phụng trị vì, trong khi triều đình Đường cũng ở vào những năm cuối cùng. Do vậy, Trương Thừa Phụng sau đó xưng là"Kim Sơn Bạch Y thiên tử", lập ra"Tây Hán Kim Sơn Quốc". Không rõ về thời điểm thành lập của Kim Sơn Quốc, song có lẽ vào khoảng năm 905 hoặc 910. Tuy nhiên, đến năm 911, Cam Châu Hồi Cốt đánh bại Kim Sơn Quốc. Đại tể tướng và các bậc trưởng lão của Kim Sơn Quốc thiết lập một hiệp ước hòa bình với Cam Châu Hồi Cốt, công nhận vị thế bề trên của Cam Châu Hồi Cốt. Mối quan hệ giữa hai bên được mô tả:"Khả hãn là cha, Thiên tử là con"
Khả hãn của Hồi Cốt khi đó là Thiên Mục khả hãn (天睦可汗). Kim Sơn Quốc sử dụng Can Chi trong xác định thời gian và không đặt niên hiệu riêng. Kim Sơn Quốc tồn tại cho đến năm 914.

## Gia tộc Tào
Tào Nghị Kim (曹議金) trở thành người cai trị khu vực vào năm 914, sau đó ông thủ tiêu Kim Sơn Quốc và lấy lại danh xưng Quy Nghĩa quân. Tào Nghị Kim kết hôn với nữ nhi của Thiên Mục khả hãn, và với sự đồng ý của Khả hãn, ông từng khiển các đoàn sứ giả đến triều Hậu Lương. Vào thập niên 920, Cam Châu Hồi Cốt xảy ra xung đột nội bộ, một nhi tử của Thiên Mục khả hãn là Nhân Mỹ (仁美) trở thành tân khả hãn, sau đó đệ của người này là Địch Ngân (狄銀) lại trở thành khả hãn. Khoảng thời gian đó, Tào Nghị Kim dẫn binh tiến hành viễn chinh tới Cam Châu và Túc Châu, tiến công Cam Châu Hồi Cốt. Cuộc viễn chinh giành được thắng lợi, Quy Nghĩa quân lại có thể liên hệ với phần còn lại của Trung Hoa. Năm 926, Địch Ngân qua đời, A Đốt Dục (阿咄欲) trở thành khả hãn của Cam Châu Hồi Cốt, A Đốt Dục kết hôn với một nữ nhi của Tào Nghị Kim. Cả Cam Châu Hồi Cốt và Quy Nghĩa quân đều cử đoàn sứ thần đến triều Hậu Đường ở Trung Nguyên vào năm 926.
Tào Nghị Kim qua đời vào năm 935, Quy Nghĩa quân về tay ba nhi tử của ông là Tào Nguyên Đức (曹元德) (cai trị 935-939), Tào Nguyên Thâm (曹元深) (cai trị 939-944), và Tào Nguyên Trung (曹元忠) (cai trị 944-974). Trong thời gian này, Quy Nghĩa quân từng khiển sứ thần sang Hậu Đường, Hậu Tấn, Đại Liêu của người Khiết Đan, Hậu Hán, Hậu Chu, và Bắc Tống.
Quy Nghĩa quân có một khoảng thời gian tương đối ổn định dưới sự cai trị của Tào Nguyên Trung. Nông nghiệp, giao thông và văn hóa được chú trọng phát triển, đất đai được phân chia cho người dân. Các nỗ lực này giúp đảm bảo khả năng tiếp cận và trao đổi văn hóa qua hành lang Hà Tây. Thời kỳ này cũng nổi tiếng với nghề làm điêu bản ấn xoát kinh và tranh Phật được tìm thấy tại Đôn Hoàng. Năm 1006, Khách Lạt hãn quốc diệt Vu Điền, tăng nhân trong các chùa viện ở Quy Nghĩa quân hết sức lo sợ, đem văn vật giấu vào trong các hang động, cũng chính là Đôn Hoàng di thư sau này. Mặc dù vẫn diễn ra các cuộc xung đột quy mô nhỏ, mối quan hệ giữa Quy Nghĩa quân và Cam Châu Hồi Cốt tương đối tốt đẹp trong thời gian cai trị của Tào Nguyên Trung.
Sau khi Tào Nguyên Trung qua đời vào năm 974, hai nhi tử của ông là Tào Diên Cung (曹延恭) (cai trị 974-976) và Tào Diên Lộc (曹延祿) (cai trị 976-1002) lần lượt tiếp quản Quy Nghĩa quân. Năm 1002, xảy ra một cuộc nổi dậy tại Quy Nghĩa quân, tộc tử của Tào Diên Lộc là Tào Tông Thọ (曹宗壽) phải chạy trốn đến Qua châu. Tào Tông Thọ dâng biểu cho triều đình Bắc Tống nói rằng mình làm như vậy là do gặp nguy hiểm trước Tào Diên Lộc. Tào Tông Thọ sau đó dẫn loạn binh bao vây chính quyền ở Sa Châu. Tào Diên Lộc và Tào Diên Thụy (曹延瑞) tự sát, Tào Tông Thọ tiếp quản Quy Nghĩa quân.
Sau khi Tào Tông Thọ qua đời vào năm 1014, nhi tử là Tào Hiền Thuận (曹賢順) kế nhiệm. Cả Tào Tông Thọ và Tào Hiền Thuận đều từng cử đoàn sứ thần sang Bắc Tống và Liêu. Không rõ về đoạn cuối trong lịch sử của Quy Nghĩa quân, khi đó người Đảng Hạng lân cận trở nên hùng mạnh. Khoảng năm 1028, người Đảng Hạng đánh bại Cam Châu Hồi Cốt và chiếm được Cam châu. Khoảng năm 1030, Tào Hiền Thuận đầu hàng người Đảng Hạng. Khoảng năm 1036, người Đảng Hạng chiếm Qua châu, Sa châu và Túc châu (肅州)- nay thuộc Tửu Tuyền.

## Danh sách tiết độ xứ
| Xưng hiệu                                                     | Tên                | Hán tự | Thời gian tại vị     |
| ------------------------------------------------------------- | ------------------ | ------ | -------------------- |
| Quy Nghĩa quân tiết độ sứ                                     | Trương Nghĩa Triều | 張議潮 | 848 (hoặc 851) - 867 |
| Quy Nghĩa quân tiết độ sứ                                     | Trương Hoài Thâm   | 張淮深 | 867 - 890            |
| Quy Nghĩa quân tiết độ sứ                                     | Trương Hoài Đỉnh   | 張淮鼎 | 890 - 892            |
| Quy Nghĩa quân tiết độ sứ                                     | Tác Huân           | 索勛   | 892 - 894            |
| Quy Nghĩa quân tiết độ sứ Tây Hán Bạch Y Thiên tử Thiên Vương | Trương Thừa Phụng  | 張承奉 | 894－914 (909) (911) |
| Quy Nghĩa quân tiết độ sứ                                     | Tào Nghị Kim       | 曹議金 | 914 - 935            |
| Quy Nghĩa quân tiết độ sứ                                     | Tào Nguyên Đức     | 曹元德 | 935 - 939            |
| Quy Nghĩa quân tiết độ sứ                                     | Tào Nguyên Thâm    | 曹元深 | 939 - 944            |
| Quy Nghĩa quân tiết độ sứ                                     | Tào Nguyên Trung   | 曹元忠 | 944 - 974            |
| Quy Nghĩa quân tiết độ sứ                                     | Tào Diên Cung      | 曹延恭 | 974 - 976            |
| Quy Nghĩa quân tiết độ sứ                                     | Tào Diên Lộc       | 曹延祿 | 976 - 1002           |
| Quy Nghĩa quân tiết độ sứ                                     | Tào Tông Thọ       | 曹宗壽 | 1002 - 1014          |
| Quy Nghĩa quân tiết độ sứ                                     | Tào Hiền Thuận     | 曹賢順 | 1014 - 1035          |

### Thế phả
|             |             |             |             |             |             |  |  |                    |                    |                    |                    | Trương Khiêm Dật   | Trương Khiêm Dật   | Trương Khiêm Dật | Trương Khiêm Dật | Trương Khiêm Dật  | Trương Khiêm Dật  |                   |                   |                   |                   |  |  | Trần phu nhân    | Trần phu nhân    | Trần phu nhân    | Trần phu nhân    | Trần phu nhân        | Trần phu nhân        |                      |                      |                      |                      |                     |                     |                     |                     |                     |                     |               |               |               |               |                   |                   |                   |                   |                   |                   |         |         |         |         |                  |                  |                  |                  |                  |                  |                |                |                |                |                |                |  |  |  |  |  |  |  |  |  |  |  |  |  |  |  |  |  |  |  |  |  |  |  |  |  |  |  |  |
|             |             |             |             |             |             |  |  |                    |                    |                    |                    | Trương Khiêm Dật   | Trương Khiêm Dật   | Trương Khiêm Dật | Trương Khiêm Dật | Trương Khiêm Dật  | Trương Khiêm Dật  |                   |                   |                   |                   |  |  | Trần phu nhân    | Trần phu nhân    | Trần phu nhân    | Trần phu nhân    | Trần phu nhân        | Trần phu nhân        |                      |                      |                      |                      |                     |                     |                     |                     |                     |                     |               |               |               |               |                   |                   |                   |                   |                   |                   |         |         |         |         |                  |                  |                  |                  |                  |                  |                |                |                |                |                |                |  |  |  |  |  |  |  |  |  |  |  |  |  |  |  |  |  |  |  |  |  |  |  |  |  |  |  |  |
|             |             |             |             |             |             |  |  |                    |                    |                    |                    |                    |                    |                  |                  |                   |                   |                   |                   |                   |                   |  |  |                  |                  |                  |                  |                      |                      |                      |                      |                      |                      |                     |                     |                     |                     |                     |                     |               |               |               |               |                   |                   |                   |                   |                   |                   |         |         |         |         |                  |                  |                  |                  |                  |                  |                |                |                |                |                |                |  |  |  |  |  |  |  |  |  |  |  |  |  |  |  |  |  |  |  |  |  |  |  |  |  |  |  |  |
|             |             |             |             |             |             |  |  |                    |                    |                    |                    |                    |                    |                  |                  |                   |                   |                   |                   |                   |                   |  |  |                  |                  |                  |                  |                      |                      |                      |                      |                      |                      |                     |                     |                     |                     |                     |                     |               |               |               |               |                   |                   |                   |                   |                   |                   |         |         |         |         |                  |                  |                  |                  |                  |                  |                |                |                |                |                |                |  |  |  |  |  |  |  |  |  |  |  |  |  |  |  |  |  |  |  |  |  |  |  |  |  |  |  |  |
|             |             |             |             |             |             |  |  | Trương Nghị Đàm    | Trương Nghị Đàm    | Trương Nghị Đàm    | Trương Nghị Đàm    | Trương Nghị Đàm    | Trương Nghị Đàm    |                  |                  |                   |                   |                   |                   |                   |                   |  |  |                  |                  |                  |                  | 1 Trương Nghĩa Triều | 1 Trương Nghĩa Triều | 1 Trương Nghĩa Triều | 1 Trương Nghĩa Triều | 1 Trương Nghĩa Triều | 1 Trương Nghĩa Triều |                     |                     |                     |                     |                     |                     | Tống phu nhân | Tống phu nhân | Tống phu nhân | Tống phu nhân | Tống phu nhân     | Tống phu nhân     |                   |                   |                   |                   |         |         |         |         |                  |                  |                  |                  |                  |                  |                |                |                |                |                |                |  |  |  |  |  |  |  |  |  |  |  |  |  |  |  |  |  |  |  |  |  |  |  |  |  |  |  |  |
|             |             |             |             |             |             |  |  | Trương Nghị Đàm    | Trương Nghị Đàm    | Trương Nghị Đàm    | Trương Nghị Đàm    | Trương Nghị Đàm    | Trương Nghị Đàm    |                  |                  |                   |                   |                   |                   |                   |                   |  |  |                  |                  |                  |                  | 1 Trương Nghĩa Triều | 1 Trương Nghĩa Triều | 1 Trương Nghĩa Triều | 1 Trương Nghĩa Triều | 1 Trương Nghĩa Triều | 1 Trương Nghĩa Triều |                     |                     |                     |                     |                     |                     | Tống phu nhân | Tống phu nhân | Tống phu nhân | Tống phu nhân | Tống phu nhân     | Tống phu nhân     |                   |                   |                   |                   |         |         |         |         |                  |                  |                  |                  |                  |                  |                |                |                |                |                |                |  |  |  |  |  |  |  |  |  |  |  |  |  |  |  |  |  |  |  |  |  |  |  |  |  |  |  |  |
|             |             |             |             |             |             |  |  |                    |                    |                    |                    |                    |                    |                  |                  |                   |                   |                   |                   |                   |                   |  |  |                  |                  |                  |                  |                      |                      |                      |                      |                      |                      |                     |                     |                     |                     |                     |                     |               |               |               |               |                   |                   |                   |                   |                   |                   |         |         |         |         |                  |                  |                  |                  |                  |                  |                |                |                |                |                |                |  |  |  |  |  |  |  |  |  |  |  |  |  |  |  |  |  |  |  |  |  |  |  |  |  |  |  |  |
|             |             |             |             |             |             |  |  |                    |                    |                    |                    |                    |                    |                  |                  |                   |                   |                   |                   |                   |                   |  |  |                  |                  |                  |                  |                      |                      |                      |                      |                      |                      |                     |                     |                     |                     |                     |                     |               |               |               |               |                   |                   |                   |                   |                   |                   |         |         |         |         |                  |                  |                  |                  |                  |                  |                |                |                |                |                |                |  |  |  |  |  |  |  |  |  |  |  |  |  |  |  |  |  |  |  |  |  |  |  |  |  |  |  |  |
|             |             |             |             |             |             |  |  | 2 Trương Hoài Thâm | 2 Trương Hoài Thâm | 2 Trương Hoài Thâm | 2 Trương Hoài Thâm | 2 Trương Hoài Thâm | 2 Trương Hoài Thâm |                  |                  | Trương Hoài Quyền | Trương Hoài Quyền | Trương Hoài Quyền | Trương Hoài Quyền | Trương Hoài Quyền | Trương Hoài Quyền |  |  | Trương thị       | Trương thị       | Trương thị       | Trương thị       | Trương thị           | Trương thị           |                      |                      |                      |                      | 3 Trương Hoài Đỉnh  | 3 Trương Hoài Đỉnh  | 3 Trương Hoài Đỉnh  | 3 Trương Hoài Đỉnh  | 3 Trương Hoài Đỉnh  | 3 Trương Hoài Đỉnh  |               |               | Trương thị    | Trương thị    | Trương thị        | Trương thị        | Trương thị        | Trương thị        |                   |                   |         |         |         |         | 4 Tác Huân       | 4 Tác Huân       | 4 Tác Huân       | 4 Tác Huân       | 4 Tác Huân       | 4 Tác Huân       |                |                |                |                |                |                |  |  |  |  |  |  |  |  |  |  |  |  |  |  |  |  |  |  |  |  |  |  |  |  |  |  |  |  |
|             |             |             |             |             |             |  |  | 2 Trương Hoài Thâm | 2 Trương Hoài Thâm | 2 Trương Hoài Thâm | 2 Trương Hoài Thâm | 2 Trương Hoài Thâm | 2 Trương Hoài Thâm |                  |                  | Trương Hoài Quyền | Trương Hoài Quyền | Trương Hoài Quyền | Trương Hoài Quyền | Trương Hoài Quyền | Trương Hoài Quyền |  |  | Trương thị       | Trương thị       | Trương thị       | Trương thị       | Trương thị           | Trương thị           |                      |                      |                      |                      | 3 Trương Hoài Đỉnh  | 3 Trương Hoài Đỉnh  | 3 Trương Hoài Đỉnh  | 3 Trương Hoài Đỉnh  | 3 Trương Hoài Đỉnh  | 3 Trương Hoài Đỉnh  |               |               | Trương thị    | Trương thị    | Trương thị        | Trương thị        | Trương thị        | Trương thị        |                   |                   |         |         |         |         | 4 Tác Huân       | 4 Tác Huân       | 4 Tác Huân       | 4 Tác Huân       | 4 Tác Huân       | 4 Tác Huân       |                |                |                |                |                |                |  |  |  |  |  |  |  |  |  |  |  |  |  |  |  |  |  |  |  |  |  |  |  |  |  |  |  |  |
|             |             |             |             |             |             |  |  |                    |                    |                    |                    |                    |                    |                  |                  |                   |                   |                   |                   |                   |                   |  |  |                  |                  |                  |                  |                      |                      |                      |                      |                      |                      |                     |                     |                     |                     |                     |                     |               |               |               |               |                   |                   |                   |                   |                   |                   |         |         |         |         |                  |                  |                  |                  |                  |                  |                |                |                |                |                |                |  |  |  |  |  |  |  |  |  |  |  |  |  |  |  |  |  |  |  |  |  |  |  |  |  |  |  |  |
|             |             |             |             |             |             |  |  |                    |                    |                    |                    |                    |                    |                  |                  |                   |                   |                   |                   |                   |                   |  |  |                  |                  |                  |                  |                      |                      |                      |                      |                      |                      |                     |                     |                     |                     |                     |                     |               |               |               |               |                   |                   |                   |                   |                   |                   |         |         |         |         |                  |                  |                  |                  |                  |                  |                |                |                |                |                |                |  |  |  |  |  |  |  |  |  |  |  |  |  |  |  |  |  |  |  |  |  |  |  |  |  |  |  |  |
| Lý Hồng Ích | Lý Hồng Ích | Lý Hồng Ích | Lý Hồng Ích | Lý Hồng Ích | Lý Hồng Ích |  |  | Lý Hồng Giám       | Lý Hồng Giám       | Lý Hồng Giám       | Lý Hồng Giám       | Lý Hồng Giám       | Lý Hồng Giám       |                  |                  | Lý Hồng Nguyện    | Lý Hồng Nguyện    | Lý Hồng Nguyện    | Lý Hồng Nguyện    | Lý Hồng Nguyện    | Lý Hồng Nguyện    |  |  | Lý Hồng Định     | Lý Hồng Định     | Lý Hồng Định     | Lý Hồng Định     | Lý Hồng Định         | Lý Hồng Định         |                      |                      |                      |                      | 5 Trương Thừa Phụng | 5 Trương Thừa Phụng | 5 Trương Thừa Phụng | 5 Trương Thừa Phụng | 5 Trương Thừa Phụng | 5 Trương Thừa Phụng |               |               |               |               |                   |                   |                   |                   | Tác thị           | Tác thị           | Tác thị | Tác thị | Tác thị | Tác thị |                  |                  |                  |                  |                  |                  | 6 Tào Nghị Kim | 6 Tào Nghị Kim | 6 Tào Nghị Kim | 6 Tào Nghị Kim | 6 Tào Nghị Kim | 6 Tào Nghị Kim |  |  |  |  |  |  |  |  |  |  |  |  |  |  |  |  |  |  |  |  |  |  |  |  |  |  |  |  |
| Lý Hồng Ích | Lý Hồng Ích | Lý Hồng Ích | Lý Hồng Ích | Lý Hồng Ích | Lý Hồng Ích |  |  | Lý Hồng Giám       | Lý Hồng Giám       | Lý Hồng Giám       | Lý Hồng Giám       | Lý Hồng Giám       | Lý Hồng Giám       |                  |                  | Lý Hồng Nguyện    | Lý Hồng Nguyện    | Lý Hồng Nguyện    | Lý Hồng Nguyện    | Lý Hồng Nguyện    | Lý Hồng Nguyện    |  |  | Lý Hồng Định     | Lý Hồng Định     | Lý Hồng Định     | Lý Hồng Định     | Lý Hồng Định         | Lý Hồng Định         |                      |                      |                      |                      | 5 Trương Thừa Phụng | 5 Trương Thừa Phụng | 5 Trương Thừa Phụng | 5 Trương Thừa Phụng | 5 Trương Thừa Phụng | 5 Trương Thừa Phụng |               |               |               |               |                   |                   |                   |                   | Tác thị           | Tác thị           | Tác thị | Tác thị | Tác thị | Tác thị |                  |                  |                  |                  |                  |                  | 6 Tào Nghị Kim | 6 Tào Nghị Kim | 6 Tào Nghị Kim | 6 Tào Nghị Kim | 6 Tào Nghị Kim | 6 Tào Nghị Kim |  |  |  |  |  |  |  |  |  |  |  |  |  |  |  |  |  |  |  |  |  |  |  |  |  |  |  |  |
|             |             |             |             |             |             |  |  |                    |                    |                    |                    |                    |                    |                  |                  |                   |                   |                   |                   |                   |                   |  |  |                  |                  |                  |                  |                      |                      |                      |                      |                      |                      |                     |                     |                     |                     |                     |                     |               |               |               |               |                   |                   |                   |                   |                   |                   |         |         |         |         |                  |                  |                  |                  |                  |                  |                |                |                |                |                |                |  |  |  |  |  |  |  |  |  |  |  |  |  |  |  |  |  |  |  |  |  |  |  |  |  |  |  |  |
|             |             |             |             |             |             |  |  |                    |                    |                    |                    |                    |                    |                  |                  |                   |                   |                   |                   |                   |                   |  |  |                  |                  |                  |                  |                      |                      |                      |                      |                      |                      |                     |                     |                     |                     |                     |                     |               |               |               |               |                   |                   |                   |                   |                   |                   |         |         |         |         |                  |                  |                  |                  |                  |                  |                |                |                |                |                |                |  |  |  |  |  |  |  |  |  |  |  |  |  |  |  |  |  |  |  |  |  |  |  |  |  |  |  |  |
|             |             |             |             |             |             |  |  |                    |                    |                    |                    |                    |                    |                  |                  |                   |                   |                   |                   |                   |                   |  |  |                  |                  |                  |                  |                      |                      |                      |                      |                      |                      | 9 Tào Nguyên Trung  | 9 Tào Nguyên Trung  | 9 Tào Nguyên Trung  | 9 Tào Nguyên Trung  | 9 Tào Nguyên Trung  | 9 Tào Nguyên Trung  |               |               |               |               | 8 Tào Nguyên Thâm | 8 Tào Nguyên Thâm | 8 Tào Nguyên Thâm | 8 Tào Nguyên Thâm | 8 Tào Nguyên Thâm | 8 Tào Nguyên Thâm |         |         |         |         | 7 Tào Nguyên Đức | 7 Tào Nguyên Đức | 7 Tào Nguyên Đức | 7 Tào Nguyên Đức | 7 Tào Nguyên Đức | 7 Tào Nguyên Đức |                |                |                |                |                |                |  |  |  |  |  |  |  |  |  |  |  |  |  |  |  |  |  |  |  |  |  |  |  |  |  |  |  |  |
|             |             |             |             |             |             |  |  |                    |                    |                    |                    |                    |                    |                  |                  |                   |                   |                   |                   |                   |                   |  |  |                  |                  |                  |                  |                      |                      |                      |                      |                      |                      | 9 Tào Nguyên Trung  | 9 Tào Nguyên Trung  | 9 Tào Nguyên Trung  | 9 Tào Nguyên Trung  | 9 Tào Nguyên Trung  | 9 Tào Nguyên Trung  |               |               |               |               | 8 Tào Nguyên Thâm | 8 Tào Nguyên Thâm | 8 Tào Nguyên Thâm | 8 Tào Nguyên Thâm | 8 Tào Nguyên Thâm | 8 Tào Nguyên Thâm |         |         |         |         | 7 Tào Nguyên Đức | 7 Tào Nguyên Đức | 7 Tào Nguyên Đức | 7 Tào Nguyên Đức | 7 Tào Nguyên Đức | 7 Tào Nguyên Đức |                |                |                |                |                |                |  |  |  |  |  |  |  |  |  |  |  |  |  |  |  |  |  |  |  |  |  |  |  |  |  |  |  |  |
|             |             |             |             |             |             |  |  |                    |                    |                    |                    |                    |                    |                  |                  |                   |                   |                   |                   |                   |                   |  |  |                  |                  |                  |                  |                      |                      |                      |                      |                      |                      |                     |                     |                     |                     |                     |                     |               |               |               |               |                   |                   |                   |                   |                   |                   |         |         |         |         |                  |                  |                  |                  |                  |                  |                |                |                |                |                |                |  |  |  |  |  |  |  |  |  |  |  |  |  |  |  |  |  |  |  |  |  |  |  |  |  |  |  |  |
|             |             |             |             |             |             |  |  |                    |                    |                    |                    |                    |                    |                  |                  |                   |                   |                   |                   |                   |                   |  |  | 10 Tào Diên Cung | 10 Tào Diên Cung | 10 Tào Diên Cung | 10 Tào Diên Cung | 10 Tào Diên Cung     | 10 Tào Diên Cung     |                      |                      |                      |                      | 11 Tào Diên Lộc     | 11 Tào Diên Lộc     | 11 Tào Diên Lộc     | 11 Tào Diên Lộc     | 11 Tào Diên Lộc     | 11 Tào Diên Lộc     |               |               |               |               |                   |                   |                   |                   |                   |                   |         |         |         |         |                  |                  |                  |                  |                  |                  |                |                |                |                |                |                |  |  |  |  |  |  |  |  |  |  |  |  |  |  |  |  |  |  |  |  |  |  |  |  |  |  |  |  |
|             |             |             |             |             |             |  |  |                    |                    |                    |                    |                    |                    |                  |                  |                   |                   |                   |                   |                   |                   |  |  | 10 Tào Diên Cung | 10 Tào Diên Cung | 10 Tào Diên Cung | 10 Tào Diên Cung | 10 Tào Diên Cung     | 10 Tào Diên Cung     |                      |                      |                      |                      | 11 Tào Diên Lộc     | 11 Tào Diên Lộc     | 11 Tào Diên Lộc     | 11 Tào Diên Lộc     | 11 Tào Diên Lộc     | 11 Tào Diên Lộc     |               |               |               |               |                   |                   |                   |                   |                   |                   |         |         |         |         |                  |                  |                  |                  |                  |                  |                |                |                |                |                |                |  |  |  |  |  |  |  |  |  |  |  |  |  |  |  |  |  |  |  |  |  |  |  |  |  |  |  |  |
|             |             |             |             |             |             |  |  |                    |                    |                    |                    |                    |                    |                  |                  | 12 Tào Tông Thọ   |                   |                   |                   |                   |                   |  |  |                  |                  |                  |                  |                      |                      |                      |                      |                      |                      |                     |                     |                     |                     |                     |                     |               |               |               |               |                   |                   |                   |                   |                   |                   |         |         |         |         |                  |                  |                  |                  |                  |                  |                |                |                |                |                |                |  |  |  |  |  |  |  |  |  |  |  |  |  |  |  |  |  |  |  |  |  |  |  |  |  |  |  |  |
|             |             |             |             |             |             |  |  |                    |                    |                    |                    |                    |                    |                  |                  |                   |                   |                   |                   |                   |                   |  |  |                  |                  |                  |                  |                      |                      |                      |                      |                      |                      |                     |                     |                     |                     |                     |                     |               |               |               |               |                   |                   |                   |                   |                   |                   |         |         |         |         |                  |                  |                  |                  |                  |                  |                |                |                |                |                |                |  |  |  |  |  |  |  |  |  |  |  |  |  |  |  |  |  |  |  |  |  |  |  |  |  |  |  |  |
|             |             |             |             |             |             |  |  |                    |                    |                    |                    |                    |                    |                  |                  |                   |                   |                   |                   |                   |                   |  |  |                  |                  |                  |                  |                      |                      |                      |                      |                      |                      |                     |                     |                     |                     |                     |                     |               |               |               |               |                   |                   |                   |                   |                   |                   |         |         |         |         |                  |                  |                  |                  |                  |                  |                |                |                |                |                |                |  |  |  |  |  |  |  |  |  |  |  |  |  |  |  |  |  |  |  |  |  |  |  |  |  |  |  |  |
|             |             |             |             |             |             |  |  | Tào Hiền Huệ       | Tào Hiền Huệ       | Tào Hiền Huệ       | Tào Hiền Huệ       | Tào Hiền Huệ       | Tào Hiền Huệ       |                  |                  | 13 Tào Hiền Thuận | 13 Tào Hiền Thuận | 13 Tào Hiền Thuận | 13 Tào Hiền Thuận | 13 Tào Hiền Thuận | 13 Tào Hiền Thuận |  |  |                  |                  |                  |                  |                      |                      |                      |                      |                      |                      |                     |                     |                     |                     |                     |                     |               |               |               |               |                   |                   |                   |                   |                   |                   |         |         |         |         |                  |                  |                  |                  |                  |                  |                |                |                |                |                |                |  |  |  |  |  |  |  |  |  |  |  |  |  |  |  |  |  |  |  |  |  |  |  |  |  |  |  |  |